# Kamzy Gunaratnam

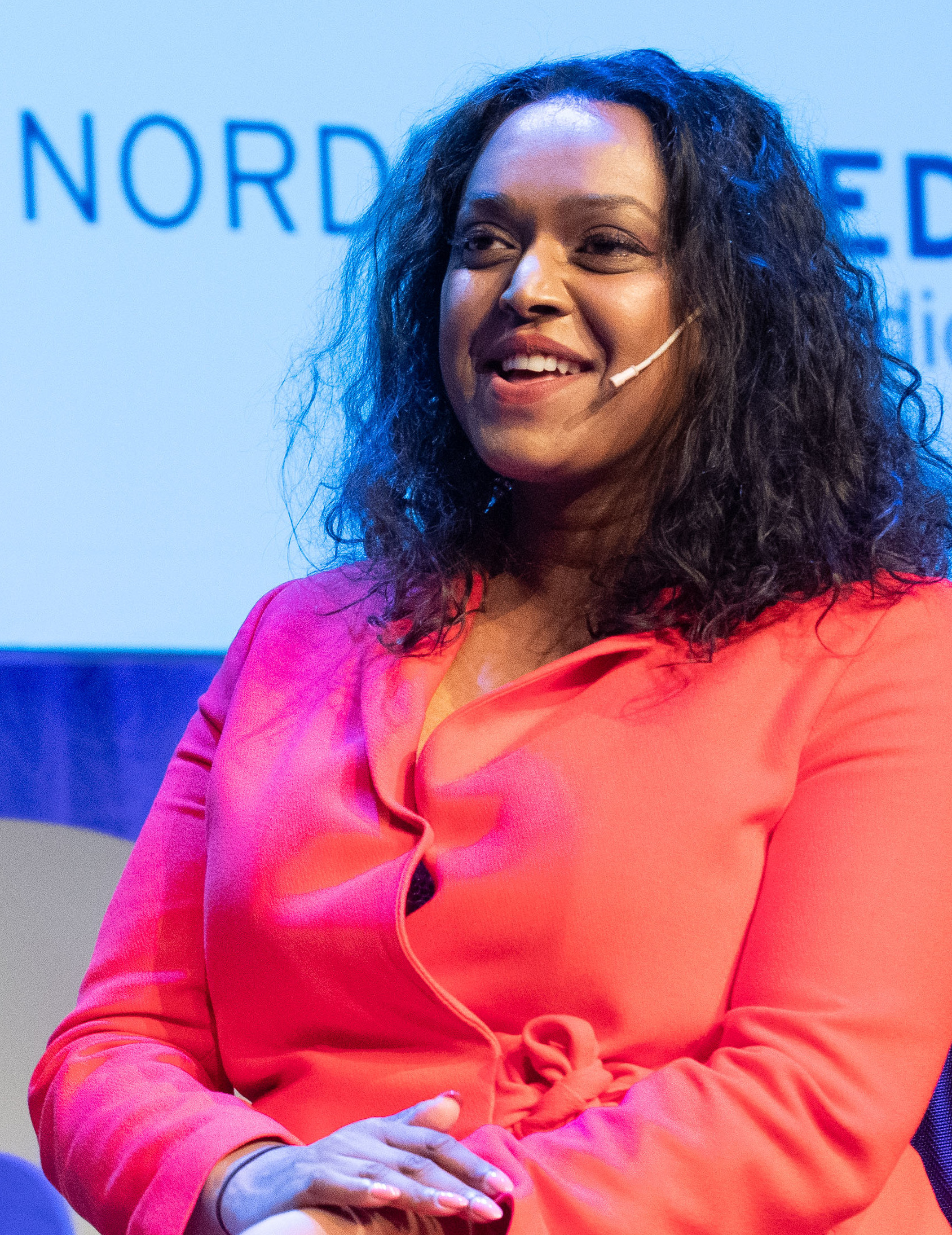
Kamzy Gunaratnam, 2019

Kamzy Gunaratnam (* 27. März 1988 in Jaffna, Sri Lanka als Khamshajiny Gunaratnam) ist eine norwegische Politikerin der sozialdemokratischen Arbeiderpartiet (Ap). Von Oktober 2015 bis September 2021 war sie die stellvertretende Bürgermeisterin Oslos. Seit 2021 ist sie Abgeordnete im Storting.

## Leben
Gunaratnam kam, nachdem sie in Sri Lanka als Tochter von Tamilen geboren wurde, im Alter von drei Jahren nach Norwegen. Dort siedelte sich die Familie zunächst in der nordnorwegischen Stadt Hammerfest an, später zogen sie in den Osloer Stadtteil Grorud, wo Gunaratnam eine tamilische Schule besuchte. In ihrer Jugend engagierte sie sich in einer tamilischen Jugendorganisation und später in der Ap-Jugendorganisation Arbeidernes Ungdomsfylking (AUF). Wegen ihres Engagements erhielt sie ein Einreiseverbot in Sri Lanka.
An der Universität Oslo studierte Gunaratnam Sozialgeographie. Im Alter von 19 Jahren zog sie 2007 erstmals in den Stadtrat von Oslo ein. Während der Anschläge in Norwegen 2011 war sie auf der Insel Utøya, wo sie zu den Personen gehörte, die sich vor den Schüssen des Attentäters Anders Behring Breivik retteten, indem sie von der Insel schwammen. Von 2012 bis 2013 war sie Kolumnistin für die beiden Zeitungen Dagbladet und Dagsavisen. Bei der Parlamentswahl 2013 wurde sie Vararepresentantin, also Ersatzabgeordnete, für den Wahlkreis Oslo im norwegischen Nationalparlament Storting. Als solche kam sie bis zum Ende der Legislaturperiode im Jahr 2017 zu keinem Einsatz. Im Jahr 2014 wurde sie stellvertretende Vorsitzende der Arbeiderpartiet in Oslo.
Am 21. Oktober 2015 wurde sie die stellvertretende Bürgermeisterin Oslos. Im November 2018 übernahm sie den Vorsitz des Ausschusses für den 17. Mai, also den norwegischen Verfassungstag, für das Jahr 2019. Nach der Kommunalwahl im September 2019 wählte sie der Osloer Stadtrat am 23. Oktober 2019 erneut in die Position der stellvertretenden Bürgermeisterin. Ihre Partei war zuvor mit der amtierenden Bürgermeisterin Marianne Borgen von der sozialistischen Sosialistisk Venstreparti (SV) als Kandidatin für den Bürgermeisterposten angetreten.
Im Jahr 2021 veröffentlichte sie das Buch Min kamp er din kamp, das unter anderem einen offenen Brief an den Terroristen Breivik enthält. Bei der Parlamentswahl 2021 zog sie erstmals in das Storting ein. Sie Gunaratnam vertritt dort den Wahlkreis Oslo und wurde Mitglied im Justizausschuss. Sie war auf dem zweiten Platz der Parteiliste im Wahlkreis Oslo nominiert worden. Im März 2023 trat Gunaratnam nicht mehr erneut bei der Wahl zur stellvertretenden Vorsitzenden der Arbeiderpartiet in Oslo an. Im Oktober 2023 wechselte sie im Storting in den Gesundheits- und Pflegeausschuss. Im Vorfeld der Stortingswahl 2025 gewann Gunaratnam eine parteiinterne Kampfabstimmung um den zweiten Platz auf der Osloer Wahlliste gegen Hadia Tajik.